# 八木裕
八木 裕（やぎ ひろし、1965年6月8日 - ）は、岡山県玉野市出身の元プロ野球選手（内野手・外野手）。現在は北海道日本ハムファイターズの一軍打撃コーチを務める。愛称は「代打の神様」「ハチキ」「メエさん」。

## 経歴

### 現役時代
玉野市立胸上小学校、東児中学校から岡山県立岡山東商業高等学校へ入学。2年生の頃から4番を打ち、1982年、2年生の夏の全国高等学校野球選手権岡山大会では準決勝で川相昌弘（元巨人－中日）や後にチームメイトとなる横谷総一（同学年だがプロ野球では先輩に当たる、現阪神球団フロント）のいた岡山南を破ったが、決勝で関西に敗れ、翌年の3年生の夏は初戦で倉敷商に敗れて甲子園出場は叶わなかった。3年生の頃はアンダースローの控え投手としてマウンドに立つこともあった。
佐々木誠（水島工）とは同学年で同じ岡山県出身ということもあり、高校時代からのライバルであった。1999年に佐々木が阪神に移籍したことで2年間チームメイトになっている。
高校卒業後、三菱自動車水島へ進み、1986年の日本選手権では初戦で本塁打を放って勝利した。1986年ドラフト3位で阪神に入団する。主に守備力と走力を評価されてのプロ入りであった。オープン戦でも本塁打を2本放つ活躍をした。
1988年は1A・フレズノ・サンズに野球留学した。
1989年6月ごろからレギュラーに定着し、掛布二世とも呼ばれた。
入団当初は三塁手を中心に遊撃手、外野手をこなし、1989年は遊撃手を守ることが多かった。
1990年にキャリアハイとなる28本塁打を記録。この年、中村勝広監督に「思わぬ所で一発を打つ」という意味で「ビックリ箱」というニックネームをつけられる。
1991年に22本塁打、1992年に21本塁打を記録するなど長距離砲として活躍した。しかし、三塁の守備でもシーズン失策が2年連続二桁を記録し、横浜大洋ホエールズからジム・パチョレックが入団が決まったことにより一塁パチョレック、三塁トーマス・オマリーとなり八木は外野にコンバートされた。
1992年9月11日のヤクルトとの首位攻防戦にて、9回裏2アウト一塁の場面で左中間に放った大飛球がフェンス下部のラバークッションに当たってスタンドに入り、これを平光清二塁塁審がホームランと判定し、一度はサヨナラ勝ちのホームを踏んだ。しかしヤクルト野村克也監督が抗議し、審判団が「エンタイトル二塁打」に判定を覆したため、今度は阪神中村勝広監督が抗議。37分の中断後、連盟提訴を条件に試合は再開され、結局延長15回引き分け。中断時間を含めて6時間26分のロングゲームとなり、終了時には日付が改まって翌日の0時26分となっていた（平光清の項を参照）。
その後は若手の亀山努・新庄剛志などが台頭し、自身の故障もあり次第と出番が減っていった。
1996年は故障もあって入団以来初めて一軍出場が無かった。オフにはチームの戦力構想から外れかけたが、吉田義男新監督の進言で残留。
その後代打としての適性の高さを見せ、1997年には代打率4割をマーク。1998年には開幕からしばらく代打率5割以上をマークするなど、ここ一番の場面で登場する代打の切り札となった。その後も絶好の場面で好打を放つことから吉田監督から「代打の神様」と命名され、「代打・八木」のコールで球場を大いに沸かせる選手となる。
2003年には濱中おさむの故障などチーム事情もあり、勝負強さを買われて数試合でスタメン4番を任され、それに見合う活躍をする。代打でも力を遺憾なく発揮し、阪神18年ぶりの優勝に貢献した。この年は阪神が6月ごろからセ・リーグで独走状態となったが、阪神ナインには優勝争い経験のある選手がほとんどいなかったため、優勝が現実に迫る中、冷静でいられる方法を八木に聞いていた者もいた。1992年に優勝争いをしていた当時のメンバーで、この年の星野仙一監督の胴上げに選手として加わったのは久慈照嘉・桧山進次郎と八木だけである。桧山は当時ルーキーの一軍半の選手で、久慈は一度中日に移籍しているため、生え抜きの当時の主力では八木だけになる。
代打としての出場が多くなってから常々、リーグ優勝を経験したら引退と口にしていたとおり、優勝翌年の2004年をもって現役を引退。引退の理由は、中日戦で、前の打者が2人連続で敬遠されて自分は三振に終わり、相手チームから自分が打てないと判断された、と感じたためであった。10月10日、阪神甲子園球場で行われた阪神対読売ジャイアンツ最終戦が引退試合となり八木の息子が始球式を務めた。この試合では8回裏に代打で登場し、ライト前ヒットを放った。阪神がリードのまま、9回表には一塁の守備に就いた。巨人の攻撃は三者凡退で3つのアウト全てが内野ゴロだったため、全てのボールが八木のミットに収まり、ウイニングボールを直接手にした。八木にとってまさに有終の美を飾る試合となり、試合後の引退セレモニーでは「憧れの、甲子園の打席に立つことは…もうありません」と感極まった。通算代打成績は400打数、94安打、13本塁打、98打点、打率.235。なお、代打での通算98打点は球団歴代2位の記録である。
現役時代、甲子園球場での登場テーマはジグソーのスカイ・ハイ。これは二岡智宏と同じであった。

### 現役引退後
2005年から2008年まで、毎日放送の野球解説者や、サンケイスポーツ専属の野球評論家として活動していた。MBSラジオでは、通年放送の冠番組『いざゆけ八木裕!』のパーソナリティを担当。阪神とロッテが対戦した2005年の日本シリーズでは、直前予想で「ロッテ4連勝」と明言したところ、的中に至った。また、マスターズリーグでは、2005-2006シーズンから大阪ロマンズの選手として参加している。
2009年から、二軍打撃コーチとして阪神へ復帰、2012年のみ二軍の育成チーフコーチを兼務した。
2015年限りで退任。
2016年から2022年は、毎日放送（ラジオ事業は2021年度よりMBSラジオ）で野球解説者、サンケイスポーツで野球評論家としての活動を再開。
2016年度のナイターオフ期間には、『with Tigers MBSベースボールパーク みんなでホームイン!』（MBSラジオ）の木曜日にレギュラーで出演。自身がメインで進行する「選手を診察　八木クリニック」というコーナーでは、「『八木クリニックの院長』として「阪神の（コーチ時代に指導した）若手選手に架空の薬名で処方箋を出す」という設定での解説によって、リスナーから高い人気を得ていた。2017年度以降に出演している後継番組でも、「八木ティーチャー」（2017年度）→「八木えもん」（2018年度）→「八木ーポッター」（2019年度）→「八木沢直樹」（2020年度）というキャラクターで上記の企画を継続。
解説者・コーチ時代を通じて、プロ野球のオフシーズンには、中学生向けの野球大会「八木杯」や野球教室を毎年開催している。その一方で、阪神のコーチを退任した直後には、プロ野球経験者による高校・大学の硬式野球部での指導に必要な学生野球資格の回復に向けて研修会へ参加。研修会の受講後には、「常任での指導まではまだ考えていないが、母校（岡山東商）からの要請があれば協力したい」というコメントを残している。2015年12月13日で研修をすべて修了した後に、2016年12月12日付で資格を回復。
2016年12月末には、『みんなでホームイン!』などの番組への出演と並行しながら、古巣・阪神のジュニアチーム監督としてNPB12球団ジュニアトーナメントに初参加。現役時代の後期と同じ背番号3のユニフォームを着用しながら、チームを初めての決勝進出に導いた。なお、チームは決勝戦で、鈴木尚典率いるDeNAのジュニアチームに敗れている。
2020年6月からは、阪神の選手・コーチとして現役時代に接していた狩野恵輔（毎日放送の野球解説者としても同僚）や濱中治などと共に、解説業と並行しながら「DRAFT612」（将来のNPB入りを目指す小学生対象の野球アカデミー）でコーチを務めている。赤星憲広がオーナーを務める中学生硬式野球クラブ「レッドスターベースボールクラブ」ではシニアアドバイザー兼打撃総合コーチを務めている。
2022年10月24日、2023年シーズンより北海道日本ハムファイターズの一軍打撃コーチを務める事が発表。11月14日に就任記者会見が執り行われた。

## 詳細情報

### 年度別打撃成績
| 年 度      | 球 団      | 試 合 | 打 席 | 打 数 | 得 点 | 安 打 | 二 塁 打 | 三 塁 打 | 本 塁 打 | 塁 打 | 打 点 | 盗 塁 | 盗 塁 死 | 犠 打 | 犠 飛 | 四 球 | 敬 遠 | 死 球 | 三 振 | 併 殺 打 | 打 率 | 出 塁 率 | 長 打 率 | O P S |
| ---------- | ---------- | ----- | ----- | ----- | ----- | ----- | -------- | -------- | -------- | ----- | ----- | ----- | -------- | ----- | ----- | ----- | ----- | ----- | ----- | -------- | ----- | -------- | -------- | ----- |
| 1987       | 阪神       | 69    | 125   | 120   | 8     | 21    | 3        | 0        | 2        | 30    | 11    | 0     | 1        | 1     | 0     | 3     | 0     | 1     | 35    | 1        | .175  | .202     | .250     | .452  |
| 1988       | 阪神       | 9     | 9     | 9     | 0     | 0     | 0        | 0        | 0        | 0     | 0     | 0     | 0        | 0     | 0     | 0     | 0     | 0     | 5     | 0        | .000  | .000     | .000     | .000  |
| 1989       | 阪神       | 102   | 301   | 271   | 33    | 58    | 12       | 4        | 16       | 126   | 40    | 3     | 0        | 4     | 0     | 26    | 2     | 0     | 67    | 5        | .214  | .283     | .465     | .748  |
| 1990       | 阪神       | 124   | 463   | 412   | 63    | 103   | 15       | 2        | 28       | 206   | 66    | 4     | 2        | 4     | 3     | 41    | 2     | 1     | 101   | 8        | .250  | .316     | .500     | .816  |
| 1991       | 阪神       | 130   | 524   | 472   | 60    | 118   | 12       | 1        | 22       | 198   | 64    | 11    | 1        | 0     | 4     | 43    | 0     | 5     | 113   | 13       | .250  | .317     | .419     | .736  |
| 1992       | 阪神       | 129   | 492   | 424   | 57    | 113   | 23       | 3        | 21       | 205   | 60    | 8     | 6        | 5     | 1     | 59    | 3     | 3     | 84    | 8        | .267  | .359     | .483     | .842  |
| 1993       | 阪神       | 103   | 357   | 315   | 30    | 74    | 18       | 3        | 9        | 125   | 47    | 3     | 5        | 4     | 7     | 29    | 1     | 2     | 64    | 6        | .235  | .297     | .397     | .694  |
| 1994       | 阪神       | 71    | 280   | 247   | 27    | 64    | 9        | 4        | 6        | 99    | 28    | 1     | 1        | 7     | 4     | 21    | 0     | 1     | 47    | 11       | .259  | .315     | .401     | .716  |
| 1995       | 阪神       | 71    | 204   | 180   | 22    | 48    | 8        | 1        | 5        | 73    | 14    | 1     | 0        | 2     | 1     | 16    | 1     | 5     | 43    | 3        | .267  | .342     | .406     | .748  |
| 1997       | 阪神       | 94    | 221   | 189   | 26    | 52    | 8        | 2        | 4        | 76    | 30    | 0     | 1        | 0     | 1     | 30    | 1     | 0     | 45    | 5        | .275  | .371     | .402     | .773  |
| 1998       | 阪神       | 95    | 207   | 188   | 21    | 53    | 11       | 0        | 3        | 73    | 31    | 2     | 0        | 0     | 0     | 18    | 2     | 1     | 36    | 5        | .282  | .348     | .388     | .736  |
| 1999       | 阪神       | 78    | 88    | 77    | 3     | 14    | 4        | 0        | 1        | 21    | 8     | 0     | 0        | 0     | 0     | 9     | 1     | 2     | 15    | 4        | .182  | .284     | .273     | .557  |
| 2000       | 阪神       | 48    | 81    | 69    | 11    | 17    | 3        | 1        | 5        | 37    | 15    | 0     | 0        | 0     | 1     | 11    | 0     | 0     | 15    | 2        | .246  | .346     | .536     | .882  |
| 2001       | 阪神       | 85    | 136   | 121   | 6     | 24    | 1        | 0        | 1        | 28    | 15    | 0     | 0        | 3     | 1     | 11    | 1     | 0     | 27    | 3        | .198  | .263     | .231     | .494  |
| 2002       | 阪神       | 64    | 80    | 67    | 3     | 19    | 1        | 0        | 3        | 29    | 24    | 0     | 1        | 0     | 4     | 7     | 2     | 2     | 14    | 0        | .284  | .350     | .433     | .783  |
| 2003       | 阪神       | 64    | 119   | 105   | 11    | 30    | 6        | 0        | 0        | 36    | 21    | 0     | 0        | 0     | 4     | 9     | 3     | 1     | 20    | 0        | .286  | .336     | .343     | .679  |
| 2004       | 阪神       | 32    | 41    | 37    | 2     | 9     | 3        | 0        | 0        | 12    | 5     | 0     | 0        | 0     | 0     | 4     | 1     | 0     | 11    | 1        | .243  | .317     | .324     | .641  |
| 通算：17年 | 通算：17年 | 1368  | 3728  | 3303  | 383   | 817   | 137      | 21       | 126      | 1374  | 479   | 33    | 18       | 30    | 31    | 337   | 20    | 24    | 742   | 75       | .247  | .319     | .416     | .735  |

### 表彰
- 優秀JCB・MEP賞：1回 （1990年）

### 記録
初記録
- 初出場：1987年5月12日、対読売ジャイアンツ3回戦（後楽園球場）、8回裏に三塁手で出場
- 初打席：同上、9回表に角三男から三振
- 初安打・初本塁打・初打点：1987年5月13日、対読売ジャイアンツ4回戦（後楽園球場）、8回表に木戸克彦の代打で出場、江川卓から左越ソロ[17]
- 初先発出場：1987年5月30日、対読売ジャイアンツ8回戦（後楽園球場）、7番・三塁手で先発出場

節目の記録
- 100本塁打：1994年4月27日、対ヤクルトスワローズ4回戦（阪神甲子園球場）、6回裏に西村龍次から左越ソロ ※史上176人目
- 1000試合出場：1999年4月8日、対広島東洋カープ3回戦（広島市民球場）、9回表に高波文一の代打で出場 ※史上348人目

その他の記録
- オールスターゲーム出場：1回 （1992年） ※1994年も選出されるも出場辞退[18]

### 背番号
- 14 （1987年）
- 3 （1988年 - 2004年）
- 76 （2009年 - 2015年）
- 89 （2023年 - ）

## 関連情報
いずれも毎日放送の野球解説者時代

### 出演CM
- 天然温泉熊野の郷
- 大正（だいせい）株式会社「大喜屋」（大阪市内で展開している黒毛和牛販売店）
  - 『MBSベースボールパーク』のナイターオフ版で2018年度から同社提供のコーナー（「大黒千牛」ブランドの牛肉を試食するコーナー）へ出演している縁で、MBSラジオ向けのCMに2019年から出演。

### 野球解説者としてのレギュラー出演番組
阪神のコーチ時代をはさんでいるため、2004 - 2008年を便宜上「第1期」、2016年以降を「第2期」と表記。

#### テレビ
いずれも毎日放送で放送
- ザ・プロ野球（第1期）→ with Tigers MBSベースボールパーク（第2期） - 阪神戦中継を中心に、解説者として出演。
- あん!（第1期） - 現役を引退した2004年シーズンの終盤に「今日の八木」という特集コーナーが放送されていた縁で、解説者への就任を機に、2005年1月から番組の終了（同年3月）までスポーツコメンテーターとして出演。テレビ・ラジオを通じて、解説者として初めてレギュラーで出演した番組でもあった。
- せやねん!（第1期） - 「せやねん!スポーツ」（スポーツコーナー）のパネラーとして出演
- ちちんぷいぷい（第2期）

#### ラジオ
いずれもMBSラジオで放送
- MBSタイガースナイター・MBSタイガースライブ（第1期）→ with Tigers MBSベースボールパーク（第2期） - 阪神戦中継を中心に、解説者として出演。
- いざゆけ八木裕!（第1期） - 現役時代のチームメイトであった亀山がパーソナリティを務める後継番組『亀山つとむのかめ友 Sports Man Day』（2020年3月で終了）には、阪神にコーチとして復帰した後も、プロ野球のオフシーズンに毎年必ず出演していた。
- 板東英二金曜生BAN BAN（第1期）
- with Tigers MBSベースボールパーク みんなでホームイン!（第2期、2016年度のナイターオフ期間限定番組） - 木曜日にレギュラーで出演したほか、土曜日にも他の解説者と交互に登場。
- MBSベースボールパーク（第2期、2017年度以降のナイターオフ版） - 2018年度までは日曜日、2019年度には土曜日にレギュラーで出演。
- MBSベースボールパーク プレミアムチャンネル（2020年度のナイターオフ番組） - 日曜日第2部「八木裕・三ツ廣政輝のハチミツアワー」にレギュラーで出演するほか、土曜日の第2部・第3部にもゲスト扱いで随時登場。